# Tvrtko Dujmušić
Tvrtko Dujmušić (Tuzla, 2. siječnja 1903. – Rijeka, 1. prosinca 1992.), hrvatski liječnik, otorinolaringolog.

## Životopis
Rođen u Tuzli. U Varaždinu išao u gimnaziju. Studirao medicinu u Zagrebu. Promoviran u liječnika u Zagrebu 1927. godine. Zaposlio se sljedeće godine u Dekanovcu kraj Čakovca gdje je bio okružni liječnik jednu sezonu. Potom je bio sekundarni liječnik Bolnice za duševne bolesti u Stenjevcu kraj Zagreba do 1931. godine. U zagrebačkoj Bolnici milosrdnih sestara tri godine specijalizirao otorinolaringologiju koju je dovršio 1934. godine. Do 1941. radio kao asistent na Klinici za uho, nos i grlo u Zagrebu. U Sarajevu je 1941./42. vodio Otorinolaringološki odjel Državne bolnice. 1942. prešao je u Zagreb gdje je do 1946. voditeljem Odjela za bolesti uha, nosa i grla Bolnice milosrdnih sestara u Zagrebu. Tijekom boravka u Zagrebu 1943. se habilitirao za privatnog docenta zagrebačkoga Medicinskog fakulteta. Od te je godine Odjel nastavnom bazom Fakulteta. 1946. godine dobio je premještaj. Novo radno mjesto bila je Banja Luka. Ondje je zaslužan za organiziranje Otorinolaringološkog odjela. Od 1949. je opet u Zagrebu gdje je boravio dvije godine i bio je primarijusom Odjela za bolesti uha, nosa i grla zagrebačke Opće bolnice »Dr. Mladen Stojanović« (Bolnica Sestre milosrdnice). Karijera mu se nastavila 1951. u Sisku gdje je vodio Otorinolaringološki odjel. Od konca te godine je u Rijeci gdje je vodio Otorinolaringološki odjel Opće bolnice Braća dr. Sobol. 1955. je počeo s nastavom iz otorinolaringologije na novoosnovanom Medicinskom fakultetu u Rijeci. Habilitirao se 1957. za naslovnog docenta radom o slučajevima skleroma u Istri. 1960. izabran je za sveučilišnog docenta, a 1960. postao je izvanredni profesor. Odjel je 1962. prerastao u kliniku, čijim je Dujmušić bio predstojnikom sve dok nije otišao u mirovinu 1973. godine.  U međuvremenu je 1969. izabran za redovitog profesora. Također se bavio se audiologijom. Autor ototipske ljestvice na hrvatskom jeziku. Bavio se ozenom i njezinim kirurškim liječenjem, istraživao tuberkulozu u otorinolaringologiji (dr Stanko Dujmušić bio je ftizeolog) i dr.